# Amuza Grand Chauffeur
De Amuza Grand Chauffeur is het enige productiemodel van Australische limousinebouwer Amuza. De zesdeurs limousine is gebaseerd op de vierdeurs berline Ford Falcon/Fairmont/Futura (generatie van 2003) van Ford Australië.
Uniek in de Grand Chauffeur is dat de zetels kunnen meetrillen met de beats van de cd-muziek. Ook zijn er champagnefaciliteiten voorzien.

## Versies
Er zijn twee versies beschikbaar.

### 4.0 V6 24v automaat
| Technische specificaties Amuza Grand Chauffeur 4.0 V6 24v aut. | Technische specificaties Amuza Grand Chauffeur 4.0 V6 24v aut. |
| -------------------------------------------------------------- | -------------------------------------------------------------- |
| plaatsen                                                       | 4                                                              |
| aandrijving                                                    | achterwielen                                                   |
| versnellingen                                                  | 4, automaat                                                    |
| motor                                                          | 4.0 V6 van Ford                                                |
| cilinderinhoud                                                 | 3987 cc                                                        |
| Kleppen                                                        | 24                                                             |
| vermogen                                                       | 182 kW                                                         |
| koppel                                                         | 380 Nm                                                         |
| remmen voor                                                    | geventileerde schijven                                         |
| remmen achter                                                  | schijven                                                       |
| stuur                                                          | hydraulisch                                                    |
| wielbasis                                                      | 4372 mm                                                        |
| lengte                                                         | 6486 mm                                                        |
| breedte                                                        | 1870 mm                                                        |
| hoogte                                                         | 1460 mm                                                        |
| gewicht                                                        | 2240 kg                                                        |
| tank                                                           | 68 liter                                                       |

### 5.4 V8 24v automaat
| Technische specificaties Amuza Grand Chauffeur 5.4 V8 24v aut. | Technische specificaties Amuza Grand Chauffeur 5.4 V8 24v aut. |
| -------------------------------------------------------------- | -------------------------------------------------------------- |
| koetswerk                                                      | zesdeurs limousine                                             |
| plaatsen                                                       | 4                                                              |
| aandrijving                                                    | achterwielen                                                   |
| versnellingen                                                  | 4, automaat                                                    |
| motor                                                          | 5.4 V8 van Ford                                                |
| cilinderinhoud                                                 | 5403 cc                                                        |
| Kleppen                                                        | 24                                                             |
| vermogen                                                       | 220 kW                                                         |
| koppel                                                         | 470 Nm                                                         |
| remmen voor                                                    | geventileerde schijven                                         |
| remmen achter                                                  | schijven                                                       |
| stuur                                                          | hydraulisch                                                    |
| wielbasis                                                      | 4372 mm                                                        |
| lengte                                                         | 6486 mm                                                        |
| breedte                                                        | 1870 mm                                                        |
| hoogte                                                         | 1460 mm                                                        |
| gewicht                                                        | 2240 kg                                                        |
| tank                                                           | 68 liter                                                       |

Seriemodel:
Grand Chauffeur
Prototypes:
Sports Car · Submersible Vehicle